# Nemichthyidae
Famille
Les poissons-avocettes (Nemichthyidae) forment une famille de poissons téléostéens serpentiformes.

## Liste des genres
- Genre Avocettina
  - Avocettina acuticeps (Regan, 1916).
  - Avocettina bowersii (Garman, 1899).
  - Avocettina infans (Günther, 1878).
  - Avocettina paucipora Nielsen & Smith, 1978.
- Genre Labichthys
  - Labichthys carinatus Gill & Ryder, 1883.
  - Labichthys yanoi (Mead & Rubinoff, 1966).
- Genre Nemichthys
  - Nemichthys scolopaceus Richardson, 1848.
  - Nemichthys curvirostris (Strömman, 1896).
  - Nemichthys larseni Nielsen & Smith, 1978.